# 辻真先の婚約旅行殺人事件シリーズ
『辻真先の婚約旅行殺人事件シリーズ』（つじまさきのこんやくりょこうさつじんじけんしりーず）は、1985年から1990年までテレビ朝日系で放送されたテレビドラマシリーズ。全7回。制作はテレビ朝日とC.A.L。
放送枠は「土曜ワイド劇場」（第1作 - 第6作）、「火曜スーパーワイド」（第7作）。

## 概要
東京の某出版社発行の旅雑誌 「月刊鉄路」のトラベルライター・瓜生慎（初代・林隆三 → 2代目・小野寺昭）と、瓜生の婚約者・三ツ江真由子（初代・石川ひとみ → 2代目・川島なお美）が、北は北海道、南は沖縄、と全国各地に取材を兼ねた婚約旅行に出かけ、その婚約旅行中に殺人事件に巻き込まれる。熟若カップル男女名コンビが探偵気取りで連続殺人事件の真相に挑み解決していくシリーズドラマ。瓜生の知人で県警捜査一課の警部・大関（ケーシー高峰）がレギュラー助演し脇を固める。
基本的には、まず 瓜生のトラベルライターの取材を兼ねた婚約旅行中に殺人事件が起こり、同行している瓜生の婚約者の真由子は好奇心旺盛で瓜生と一緒に、事件を探り始めるが、事件を追うごとに新たな殺人事件が発生してしまい、瓜生と真由子は連続殺人事件に巻き込まれていくが、最終的には見事な推理と鮮やかなコンビネーションで事件を解決させる。最初は何気ない人たちなのだが、婚約旅行を続けていく中で、複雑な人間関係を浮き彫りにしていく。婚約旅行先の現場では、「幽霊」、「淡路人形」、「座敷童子」、「天狗」、「鬼婆」 などといったその場所・土地に由来する架空の奇妙な生物が目撃され、これをヒントに過去の事件へ目を向けることにより、復讐劇の全貌をみごとにするどく浮かび上がらせていく。
ゲスト主演は、艶やかな美女（瓜生が一目惚れする）がいて、爽やかな美男（真由子が一目惚れする）がいて、若い娘（真由子の友人、先輩・後輩だったりする）がいる。のが、基本的なパターン。
第7作の「沖縄ハネムーン連続殺人事件」のみは、「火曜スーパーワイド」枠で放送された。当初のタイトルは「トロピカルビーチ婚約旅行殺人事件」の予定だったが、北海道から沖縄まで一通り全国を巡った事と　シリーズスタート（第1作）は最北の北海道なのでシリーズゴール（第7作）は最南の沖縄にしようという趣向と　様々な観点から　シリーズを終了させようという意向になり、急遽、「沖縄ハネムーン連続殺人事件」に変更した。この作品のみ、唯一、ビデオ撮影で制作された（他の第1作 - 第6作は、フィルム撮影での制作）。
最終作となる「沖縄ハネムーン連続殺人事件」は、通常のタイトル「○○婚約旅行殺人事件」（○○は地名。）から一変して、「○○ハネムーン殺人事件」（○○は地名。）に変化しており、婚約旅行 → ハネムーンになっている。ハネムーンは結婚を意味し、結婚はゴールインを意味する。このことから、第7作はシリーズ最終回を表し、1990年1月放送の第7作をもってシリーズが完結した。

## キャスト

### 主人公とヒロイン
瓜生慎
演 - 林隆三（第1作）、小野寺昭（第2作 - 第7作）
フリーのトラベルライター。
三ツ江真由子
演 - 石川ひとみ（第1作・第2作）、川島なお美（第3作 - 第7作）
瓜生と同居している婚約者。女子大生。

### 警察関係者
大関
演 - ケーシー高峰（第3作 - 第7作）
県警捜査一課の警部。瓜生の知人。
中村
演 - 宮尾すすむ（第5作・第6作）
経歴：指宿警察署（第5作）
→ 二本松警察署（第6作）
刑事。大関の後輩。

### その他
佐貫
演 - 小沢象（第1作・第3作・第4作・第6作・第7作）、山田吾一（第2作）
「月刊鉄路」の編集長。

### ゲスト
第1作「北海道婚約旅行殺人事件」（1985年）
- 祖父江毬子（真由子の友人） - 丸山秀美
- ハルユキ（重吉の甥・有力代議士） - 江木俊夫
- 太刀川清（毬子の恋人・高校教師） - 森田順平
- 祖父江寿太郎（毬子の兄） - 宅麻伸
- 大劇魔団の劇団員 - 劇団世界劇場（小島邦彦、神田浩昭、薗田久美子、池田博美、保苅芳夫）
- 祖父江重吉（真由子の母の婿） - 藤岡重慶
- 脇田絹江（重吉の愛人） - 平淑恵
- 清水幹雄、広井純、たしろ乃芙子、大林丈史、岡部征純、長江洋平、松平貴美子、熟田一久、関輝雄、斉藤志郎、高井優子

第2作「瀬戸内海婚約旅行殺人事件」（1986年）
- 道明寺果歩（後妻） - 萩尾みどり
- 勤（人形芝居の黒子） - 北詰友樹
- 道明寺雛子（道明寺家の一人娘） - 玉岡加奈子
- 刑事 - 宮崎達也
- 道明寺治平（父） - 春田純一
- 足立（村会議員） - 長谷川弘
- 兵庫県大凪警察署 課長 - 岡部征純
- 鶴橋（道明寺家の使用人） - 三谷昇
- 道明寺桃代（雛子の祖母） - 荒木道子
- 佐多（医師） - 伊藤孝雄
- 浦信太郎、打出親五、釼持誠、八神康子、松本恭華、秋月志保

第3作「三陸海岸婚約旅行殺人事件」（1987年）
- 畑野田里子（花巻温泉旅館「佳松園」女将・道子の義母・祐造の後妻） - 三浦真弓
- 馬場俊太（旅行会社社員） - 新田純一
- 畑野田道子（アイドル歌手） - 岡谷章子
- 伊藤（プロダクション社長） - 久富惟晴
- 斉藤シゲコ（花巻温泉旅館「佳松園」仲居頭） - 朝比奈順子
- 畑野田祐造（道子の父） - 出光元
- 相沢ケイコ（道子のマネージャー） - 中原早苗
- 中之郷（トラベルライター・元カメラマン） - 本田博太郎
- 藤枝亜弥、広井純、阪上和子、山崎進哉、飯塚洋介、夏生めぐみ、水上功治

第4作「能登半島婚約旅行殺人事件」（1988年）
- マイ（ホテルの女将・三ツ江真由子の大学の先輩） - 石井めぐみ
- 森下（医師） - 北村総一朗
- 村長 - 藤木悠
- イネコ（ホテルの仲居頭） - 鮎川いずみ
- 石浜朗、一の瀬玲奈、八神康子、草見潤平、横山あきお、小栗一也、牧田正嗣、山岡健次、蜷川香子、黒澤ますみ、奥村公延、稲葉年治

第5作「九州婚約旅行殺人事件」（1988年）
- リサ（南郷の妹・ゴルフのキャディ） - 梶原真弓
- 羽山（観光事業経営者） - 小野武彦
- 南郷タカオ（瓜生慎の親友・4年前失踪） - 岡本富士太
- 南郷ユリエ（南郷の妻） - 金沢碧
- 柄沢次郎、光石研、森下哲夫、園田裕久、明日香尚、飯田テル子、児玉国基、矢野和弘

第6作「会津磐梯婚前旅行殺人事件」（1989年）
- 北原静（失踪中） - 田島令子
- 鬼頭志津江（ゴウゾウの娘） - 田島令子（二役）
- 北原ユキ（静の娘） - 岩本千春
- 今井トシオ（鬼頭家の財産を狙っている男） - 伊藤敏八
- 鬼頭ゴウゾウ（鬼頭家主人） - 藤岡重慶
- 監察医 - 山野史人
- サイトウ（鬼頭家の顧問弁護士） - 寺泉憲
- 小川依子、福原秀雄、小川乃り子、岸加奈子、山田容子、飯尾清子、打出親五、川口節子、中島英策、祭田学、関弓子

第7作「沖縄ハネムーン連続殺人事件」（1990年）
- 川村香子（孝太郎の婚約者・瓜生慎の元恋人） - 島村佳江
- ノリコ（大関の婚約者） - 藤井一子
- ヨウコ（インストラクター） - 芹沢直美
- 佐伯孝之（孝太郎の息子） - 石崎伸一
- 金城（船長） - 織本順吉
- 村田（スミコの夫） - 伊藤高
- 村田スミコ（孝太郎の娘・孝之の姉） - 新藤恵美
- 佐伯孝太郎（南東開発 社長） - 穂積隆信
- 松井工、伊藤眞、藤枝亜弥、竹村叔子、今井理恵、米沢由香、今井健二

## スタッフ
- 企画 - 関口恭司
- プロデューサー - 塙淳一、佐藤涼一、下飯坂一政、笠谷智之
- 原作 - 辻真先(徳間ノベルズより)
- 脚本 - 長野洋
- 音楽 - 田辺信一（第1作）、樋口康雄（第2作 - 第7作）
- 監督 - 齋藤武市（第1作）、山本迪夫（第2作 - 第7作）
- 制作 - テレビ朝日、C.A.L

## 放送日程
| 話数 | 放送日        | サブタイトル                                                            | 原作                         | 監督     | 視聴率 |
| ---- | ------------- | ----------------------------------------------------------------------- | ---------------------------- | -------- | ------ |
| 1    | 1985年7月27日 | 北海道婚約旅行殺人事件 幽霊列車に紅い血が散る!                          | 「ローカル線に紅い血が散る」 | 齋藤武市 | 23.7%  |
| 2    | 1986年7月26日 | 瀬戸内海婚約旅行殺人事件 淡路人形に狙われた女系家族!                    | 「鳴門に血渦巻く」           | 山本迪夫 | 22.1%  |
| 3    | 1987年7月25日 | 三陸海岸婚約旅行殺人事件 みちのくローカル線に死神が宿る!                | 「三陸鉄道死神が宿る」       | 山本迪夫 | 21.1%  |
| 4    | 1988年3月26日 | 能登半島婚約旅行殺人事件 京都－金沢－和倉温泉、密室列車が走る…          | 「探偵さん、迷宮です!」      | 山本迪夫 | 20.9%  |
| 5    | 1988年8月6日  | 九州婚約旅行殺人事件 鹿児島－指宿温泉、死体の謎は砂風呂で解く?          | 「犯人さん、復讐です!」      | 山本迪夫 | 21.0%  |
| 6    | 1989年3月25日 | 会津磐梯婚前旅行殺人事件 猪苗代湖－喜多方、暗闇に鬼婆の眼が妖しく光る!? |                              | 山本迪夫 | 19.5%  |
| 7    | 1990年1月16日 | 沖縄ハネムーン連続殺人事件 豪華フェリーに乗った男女7人の危険な関係!!    |                              | 山本迪夫 |        |